# Yuan
Pour les articles homonymes, voir Yuan (homonymie), CNY et RMB.
Le yuan (chinois simplifié : 元 ; pinyin : yuán), appelé officiellement renminbi (chinois simplifié : 人民币 ; pinyin : rénmínbì ; litt. « la monnaie du peuple », API : /ʐə̌n.mǐn.pî/ ; abrv. RMB ; symbole monétaire : ¥ ou 元) et surnommée kuai (chinois simplifié : 块 ; pinyin : kuài ; litt. « morceau »), est la devise nationale de la république populaire de Chine à l'exception des régions administratives spéciales de Hong Kong et de Macao qui possèdent leurs propres devises (respectivement le dollar de Hong Kong et la pataca). Selon la norme internationale des codes des monnaies, la devise chinoise est désignée par CNY.
Le yuan est l'unité de compte et le renminbi le nom officiel. La devise est émise par la Banque populaire de Chine (chinois : 中国人民银行 ; pinyin : Zhōngguó rénmín yínháng), l'autorité monétaire de la république populaire de Chine. Le nom de cette institution est ainsi imprimé en caractères chinois simplifiés sur chaque billet émis.
Avant 1995, deux monnaies différentes étaient utilisées : le renminbi et le Foreign Exchange Certificate (FEC). Le FEC était exclusivement destiné à l'usage des étrangers. Une parité quasi fixe (± 0,3 %) avec le dollar américain a longtemps prévalu. Elle a été remplacée le 21 juillet 2005 par une indexation à un panier de monnaies où figurent les principales devises de la planète (très majoritairement le dollar) et le yuan a été réévalué de 2,1 % par rapport à la monnaie américaine. Des pressions, émanant notamment de parlementaires américains, veulent rendre le yuan davantage flexible — sans beaucoup de succès.

## Historique
Le 1er décembre 1948, le gouvernement populaire de la Chine du Nord annonce la création de la Banque populaire de Chine. Le même jour, la première série de renminbi est officiellement émise dans la province du Hebei avant de se propager dans toutes les régions contrôlées par les communistes, en remplacement des diverses devises de ces régions. Fin 1951, le renminbi devient la seule monnaie légale en circulation dans le pays, à l'exception de Taïwan et du Tibet, et en remplacement de l'ancien yuan, au taux de 1 contre 10 000.
L'unification de la monnaie a joué un rôle clé dans la libération du pays en mettant fin à la pluralité des devises, à l'hyperinflation sous la domination du Kuomintang, contribuant à la victoire du communisme sur le nationalisme et inscrivant le début d'une nouvelle ère économique.[non neutre]
Le 1er mars 1955, une deuxième série de renminbi est introduite pour remplacer une première série comportant de nombreux défauts (valeur des billets et émission trop importantes, mauvaise qualité d'impression, facilité de contrefaçon, motifs différents pour une même dénomination). Dans cette nouvelle version du renminbi, 10 000 yuans de la première génération équivalent à 1 yuan de la seconde. Pour garantir une impression de haute qualité et anti-contrefaçon, les billets de 3, 5 et 10 yuans de 1953 ont été imprimés depuis l'Union soviétique.

## Pièces et billets de banque en circulation
Un yuan (chinois simplifié : 元 ; pinyin : yuán), aussi appelé kuai (chinois simplifié : 块 ; pinyin : kuài), est divisé en 10 jiao (chinois simplifié : 角 ; pinyin : jiǎo ; le caractère signifie aussi « corne »), aussi appelé mao, (chinois simplifié : 毛 ; pinyin : máo), et en 100 fen (chinois simplifié : 分 ; pinyin : fēn ; le caractère signifie aussi « partie »),.
| Language formel   | 1 yuan (元, yuán) | 10 jiao (角, jiǎo) | 100 fen (分, fēn） |
| Language informel | 1 kuai (块, kuài) | 10 mao (毛, máo)   | 100 fen (分, fēn） |

Il existe en circulation des pièces de 1 yuan en acier, de 5 et 1 jiao respectivement en laiton et en aluminium, et de 5, 2 et 1 fen en aluminium.
Les billets de banque existent en coupures de 100, 50, 20, 10, 5, 2 et 1 yuan. Il existe aussi des billets de 5, 2 et 1 jiao, plus petits que ceux des yuans.
Les billets de banque comprennent des mentions en plusieurs langues : en caractères chinois simplifiés avec une romanisation pinyin sans les tons, en ouïgour, en mongol, en tibétain et en zhuang.

### Première série de Renminbi (1949 - 1955)
Première série de Renminbi (zh)

### Deuxième série de Renminbi (1955 - 1962)
Deuxième série de Renminbi (zh)

### Troisième série de Renminbi (1962 - 1978)
Troisième série de Renminbi (zh)

### Quatrième série de Renminbi (1978 - 1999)
Quatrième série de Renminbi (zh)

### Cinquième série de Renminbi (depuis 1999)
Cinquième série de Renminbi (zh)
Exemple de 5 yuans, seconde édition (2005 - 2020)

## Appellation
Renminbi (人民币, « monnaie du peuple », abrégé en RMB) est le nom officiel de la devise en république Populaire de Chine. Le code international normalisé ISO 4217 de la devise est CNY, formé à partir du code ISO 3166-1 pour la république populaire de Chine (CN) et de l’initiale (Y) du nom romanisé yuan renminbi (communément désigné « yuan ») de la devise.
Traditionnellement, la monnaie chinoise est comptée en yuan (元, yuán). Le caractère utilisé est une simplification de 圓, signifiant « rond », qui est à l'origine de l'appellation d'autres monnaies asiatiques comme le caractère yen (円, en) utilisé pour le yen japonais ou encore les wons coréens. Ainsi en chinois, on dira officiellement pour 1 yuan : 1元人民币 (yì yuán rénmínbì).
Dans le langage courant, la monnaie est généralement comptée en kuai (块, kuài), littéralement « morceau » : ainsi, 1,50 yuans se dit 一块五 (yí kuài wǔ), soit « 1 kuai 50 » ; kuài sert de spécificatif des morceaux et des sommes d'argent. L'origine de cet usage linguistique devrait venir justement de 一块钱 (yí kuài qián), littéralement « un morceau de monnaie ».
Toujours en chinois mandarin, le jiao (角, jiǎo), 1/10 de yuan, est généralement appelé mao (毛, máo), signifiant « poil », ce classificateur illustrant les petites sommes d'argent.

## Symbole
Son symbole latinisé est ¥, la lettre Y avec une ou deux barres. Les billets chinois utilisent le symbole à deux barres (voir images sur la page du symbole ¥). Unicode définit ce signe sous le code U+00A5 YEN SIGN (même signe que pour le yen japonais). Tout comme le symbole du dollar ne permet pas de distinguer les monnaies qui portent le même nom, le symbole yen ne permet pas de distinguer la monnaie chinoise (CNY) de la monnaie japonaise (JPY). Si besoin, le symbole peut donc être complété par le code pays : CN¥ ou JP¥.
En fait, le nombre de barres du symbole ¥ dépend de la police (ou de l'écriture), mais la signification reste la même (source: page du symbole ¥ en langue chinoise).
Le tableau suivant indique le choix fait par chaque police :
- « = » représente une ligne horizontale double ;
- « - » représente une seule ligne horizontale ;
- « × » indique l'absence du caractère.

| Nom de la police    | Demi-largeur | Pleine largeur |
| ------------------- | ------------ | -------------- |
| Arial               | ＝           | ×              |
| Arial Unicode MS    | ＝           | ＝             |
| Lucida Sans Unicode | ＝           | ×              |
| Tahoma              | －           | ×              |
| Times New Roman     | ＝           | ×              |
| Verdana             | －           | ×              |
| MS Gothic           | ＝           | ＝             |
| Microsoft MingLiU   | ＝           | ＝             |
| Microsoft SimSun    | ＝           | －             |
| Microsoft YaHei     | ＝           | ＝             |
| Microsoft JhengHei  | ＝           | ＝             |

Une différence est cependant constatée en ce qui concerne la largeur. Sur un ordinateur Windows, la méthode d'entrée (IME) produit un symbole en double largeur pour le chinois mais en simple largeur en japonais.

### Sources de confusion
Le symbole avec une seule barre apparait dans le document d’enregistrement de la version chinoise de l’ISO/CEI 646 (norme nationale GB 1988-80 de la République populaire de Chine, jeu de caractères enregistré sous le numéro 57 dans le registre ISO-IR des jeux de caractères sur 7 et 8 bits), totalement identique à l’US-ASCII sauf en position 0x24 où le symbole remplace celui du dollar. Cependant, comme la description du document l'indique, il s'agit du symbole YEN : « A set of 94 graphic characters derived from ISO 646 - 1973 [International Reference Version] by substitution of YEN SIGN in position 2/4 [à la place du $] ».
La norme pour le japonais utilisait la version à deux barres : ISO 646, Japanese Version for Roman Characters JIS C6220-1969 . Cependant, le symbole avec une seule barre fut aussi utilisé dans les documents japonais et internationaux du CCITT dans les années 1980 (même période où la Chine enregistre sa déclinaison de la norme ISO 646) :
- Japanese Basic Hand-printed Graphic Set for OCR JIS C6229-1984 [8]
- Supplementary Set of graphic Characters for CCITT Rec. T.101, Data Syntax III 1986 [9]

De même pour le chinois :
- Chinese Character Set Chinese Standard GB 2312-80 [10]
- CCITT Chinese Set 1992 [11]

À partir des années 1992, le symbole avec deux barres est à nouveau utilisé par tous :
- Chine : Chinese Standard Interchange Code - Set 1, CNS 11643-1992 (1993) [12]
- Japon : Update Registration 87 Japanese Graphic Character Set for Information Interchange 1992 [13]
- Corée : DPRK Standard Korean Graphic Character Set for Information Interchange 1998 [14]

Comme on peut le constater pour les trois pays, un seul caractère pour le yen est défini dans leur jeu de caractères respectif. Il n'y a pas d'autre caractère défini pour distinguer le yuan et le yen (même pour la dernière révision en 2004 : Japanese Graphic Character Set for Information Interchange, Plane 1 (Update of ISO-IR 228)  2004  ).
Le W3C ne fait pas non plus la distinction et associe au symbole ¥ le code d'entité &yen avec la définition « yen sign = yuan sign ».
Il n'y a donc pas lieu de vouloir donner une signification particulière à la présence d'une ou de deux barres sur le Y pour distinguer les devises chinoise et japonaise.
Ce symbole ne doit pas être confondu avec le Ұ (minuscule : ұ), lettre de l’alphabet kazakhe nommée « ou droit barré » (caractères Unicode U+04B0 et U+04B1).

## Système bancaire chinois
La Banque populaire de Chine ou BPC (chinois simplifié : 中国人民银行 ; pinyin : Zhōngguó Rénmín Yínháng) est la Banque centrale de la République populaire de Chine. C'est l'institution financière qui, entre autres, émet les billets et pièces en circulation dans la République populaire de Chine à l'exception de Hong Kong et Macao, et dont la devise est le yuan ou renminbi. Jusqu'en 1978, c'était la seule banque de la République populaire. Son rôle a par la suite évolué vers celui d'une Banque centrale qui est notamment chargé de la fixation des taux directeurs chinois et du niveau des réserves obligatoires des autres banques.
En ce qui concerne les banques commerciales, la Banque de Chine (Bank of China) est la plus importante et la plus largement implantée sur le territoire. Elle possède plusieurs agences dans chaque ville. La Banque industrielle et commerciale de Chine (ICBC) a des succursales pratiquement dans chaque ville. Les autres banques sont plus faiblement implantées, comme la Banque populaire de Chine, la Banque agricole de Chine ou la Banque populaire de construction de Chine. Les banques chinoises se caractérisent par l'importance de créances difficilement récupérables correspondant à des prêts de soutien aux anciennes entreprises d'État.
La Chine s'est depuis quelques années lancée dans un processus de cession de participations minoritaires dans ses banques auprès de banques occidentales. L'objectif de ces alliances étant non seulement de renforcer leur situation financière mais surtout de bénéficier de l'expertise technique des banques occidentales et d'avoir un accès plus direct à leur réseau international.

## Évolution du cours du yuan par rapport aux autres monnaies

Évolution du taux USD/CNY depuis 1981

Taux de change euro/yuan de 2005 à fin 2013.

Entre 1953 et 1971, le taux de change était rattaché au dollar américain pour 2,46 ¥. Cependant, compte tenu de la faible part du commerce extérieur de la Chine durant cette période, l'importance du taux de change du renminbi n'était pas significative.
En 1980, un dollar valait 1,50 ¥ avant que la Chine ne procède à des dépréciations compétitives dans le cadre d'une ouverture progressive de l'économie à la suite de la Réforme économique chinoise de 1978 ; en 1993 un dollar vaut 8,77 yuans. Le cours est ensuite stable pendant douze ans jusqu'en 2005 ; puis, à  la suite notamment des pressions des États-Unis, le yuan monte lentement vis-à-vis du dollar et le cours passe de 1 dollar pour 8,07 yuans au début de 2006 à 1 dollar pour 6,82 yuans en 2009, puis à la mi-janvier 2014 à 1 dollar pour 6,15 yuans, soit une hausse d'environ 30 % depuis 2005.
Selon certains experts, la valeur d'équilibre se situerait à 1 dollar pour 3 ou 4 yuans. Vis-à-vis de l’euro, le cours du yuan est plus erratique et principalement lié aux variations du cours dollar/euro. Le taux de change en avril 2019 est 1 EUR = 7,5 CNY.
Au premier janvier 2017, le panier de référence change pour permettre une comparaison plus globale.

## Commerce international
En 2011, les règlements transfrontaliers en yuans de la République populaire de Chine, au titre des comptes courants, s'élevaient à  2 580 milliards de yuans (environ 400 milliards de dollars ou 380 milliards d'euros), d'après les chiffres de la banque centrale chinoise, la Banque populaire de Chine.
Depuis 2012, toutes les entreprises qualifiées pour pratiquer le commerce international peuvent effectuer les règlements de leurs exportations transfrontalières en yuan, d'après une annonce de la Banque populaire de Chine faite au début de mars 2012.
Par ailleurs, des projets visent à faciliter l’utilisation du Renminbi en tant que monnaie internationale, ainsi que son intégration au réseau SWIFT.
En décembre 2014, le yuan représentait 2,17 % des paiements au niveau mondial.